# Ester e Assuero (Lotto)
La tarsia Ester e Assuero fa parte delle tarsie del coro della basilica di Santa Maria Maggiore i cui disegni preparatori furono eseguiti da Lorenzo Lotto e intarsiati da Giovan Francesco Capoferri. È collocata sul presbiterio nel banco dei religiosi, ala desta, dodicesimo stallo 
Uno studio attento e approfondito delle tarsie e dei disegni preparatori fu realizzato dalla studiosa Francesca Cortesi Bosco e pubblicato nel 1987.

## Storia
La congregazione della Misericordia Maggiore, che amministrava la basilica mariana, e che aveva deciso di completare il presbiterio con un nuovo altare e con il nuovo coro, il 12 marzo 1524 affidò a Lorenzo Lotto la realizzazione dei disegni per le tarsie Per la loro realizzazione Lotto fu aiutato dal frate teologo francescano Gerolamo Terzi. La tarsia fu disegnata da Lotto nel 1527 e realizzata dal Capoferri l'anno successivo. La profilatura fu eseguita da Ludovico da Mantova nel 1530.

## Descrizione

### Tarsia
L'invenzione o storia racconta l'episodio descritto nel Libro di Ester. Ester si presente alla corte del re Assuero senza essere stata convocata, trasgredendo la legge. Si presenta con timore e quando il re la guarda, perde i sensi e sviene venendo sorretta dalle due ancelle.(Ester 5,1-3)
Lotto raffigura l'istante in cui il re, mosso a pietà e preoccupato per la giovane donna, la invita a sedere accanto a lui e ai suoi dieci consiglieri e la esorta, porgendole lo scettro a esprimere qualsiasi suo desiderio anche se fosse la metà del suo regno.
La scena si svolge nella sala del trono descritta in modo perfettamente simmetrico bilaterale da Lorenzo Lotto. Lo sguardo dell'osservatore è invitato verso il centro della tarsia dove è posto l'immagine di Assuero, e a cogliere il suo pensiero, e il rapporto con la donna. Lotto lascia solo i piedistalli e i capitelli pensili delle colonne della sala, togliendone le colonne, lasciando solo la lesena che sorregge l'esedra, trasformando una situazione reale in una “irreale”, permettendo di cogliere anche le scene che si svolgono ai lati della sala.
La giovane indossa abiti rinascimentali, così come i personaggi che appaiono dalla finestra posta sul lato sinistro, mentre il lato destro ospita una finestra che si apre su di un terreno tortuoso e sinuoso, il sentiero tortuoso della vita che ci conduce a Dio Padre. La raffigurazione della giovane sorretta dalle sue ancelle, era stata presentata dall'artista veneziano nel Commiato di Cristo alla madre. Lotto rappresenta una situazione molto scenica ma realistica, dove sotto un baldacchino composto da una tenda dalla forma a ombrello posta nell'emisfero di una grande sala, descritta nei minimi particolari, vi è un'ulteriore realtà, quella umana nella sua dimensione emotiva e psicologica dove Dio, con la sua presenza agisce sull'animo umano e sulle sue dinamiche.

### Coperto
Il coperto o “picture a claro et obsuro” o impresa fu realizzato nel disegno preparatore da Lotto tra il 15 luglio e il 12 agosto 1527. La sua realizzazione viene attribuita a Angelo Ferri, collaboratore del Capoferri nel medesimo anno, forse terminato nel 1528. La profilatura fu eseguita nel 1529 da Domenico Petengi d'Albano nel settembre del 1529 e ultimata da Capoferri nel marzo del 1531.

Inizialmente il coperto non fu associato a nessuna tarsia non avendo rilevato elementi che potessero confermare un eventuale collegamento. Così scrisse Angelo Pinetti nel suo studio del 1928 che mise in dubbio pure la paternità dell'opera:
(Angelo Pinetti)
Sarà solo successivamente la studiosa Giordana Mariani Canova a individuare nel coperto elementi che potessero essere indicativi sia del suo creatore che quello che volesse raffigurare. Il tema individuato è quello della fortuna, che è tra i più rappresentativi della cultura cinquecentesca. Sulla destra vi è raffigurato un personaggio che se inizialmente era stato individuato come la sfinge, avendo le ali non ha quel significato iconografico. Secondo la teratologica le figure teriomorfe sono un insieme di elementi corporei sia di esseri umani che di animali, tra questi quello che maggiormente è conosciuto è l'ippocentauro che ha il busto di uomo mentre la parte inferiore di cavallo.

Nella raffigurazione cristiana questi soggetti hanno un significato demoniaco. Il personaggio è un esemplare femminile di leontocentauro, che era stato raffigurato già in precedenza nella Bibbia di Borso d'Este. Anche la scimmia posta sul lato sinistro ha significato demoniaco, era già stata inserita nella tarsia dell'Annunciazione con un frutto in bocca segno del peccato dell'uomo. Questi personaggi sono saldamente attaccati all'albero del veliero della fortuna che nasce da una sfera che ha due grandi ali. Il termine fortuna non ha solo il significato di qualche di positivo che succede per caso, ma anche ‘vento tempestoso’, a indicare la mutabilità della dea che può elargire ricchezza ma può anche non raggiungere nessuna persona. Questa però è:
(Francesca Cortesi Bosco)
.
Tutti gli elementi dell'impresa indicano il termine quindi della fortuna come una burrasca. I due mostri mostrano lo scettro e l'alloro, ai quali tutti gli umani aspirano. L'opera doveva indicare al cristiano l'ammonimento di non lasciarsi ingannare dalle insidie che vengono offerte dal mondo, perché potrebbe succedere coma Aman che fu sconfitto da Ester che salvò il popolo d'Israele.